# Arthur Maillefer
Arthur Maillefer ( 25 de julio de 1880, Lausana- 21 de noviembre de 1960, ibíd.) fue un botánico y biogeógrafo suizo.
Se doctora con una tesis versando sobre la biometría de la diatomea Diatoma grande, así como emprende diversos estudios de geotropismo, para el cual inventa un artefacto especial: el clinostato de plato; y sobre el ascenso de la savia.
Su producción científica se divise en dos periodos sucesivos:
1. biométrica, histológica, fisiológica
2. sistemática, florística.

Y toda la obra botánica la enmarca en la física y en la matemática.
En 1908, es docente aspirante y jefe de Trabajos Prácticos de la Universidad de Lausana. En 1912 ya está a cargo de cursos, y en 1919 es profesor extraordinario. Ese mismo año crea y dirige el Laboratorio de Fisiología Vegetal y de Genética, permaneciendo hasta 1936.
De 1934 a 1939 se encarga del "Laboratorio de Botánica Sistemática", y también del "Laboratorio de Microscopía Botánica, que lo absorberá el de Botánica sistemática, y es su director de 1939 a 1943.
En 1935, recibe la cátedra de Botánica de su maestro Ernst Wilczek, llegando a titular ordinario en 1949.
En 1938 es nombrado director del "Museo Botánico Cantonal", hasta 1950.
Experto en flora, explora su cantón de Vaud, recolectando material para el herbario cantonal. Sus excursiones las hace también a Valais, Grisons, Francia, Grecia. Sorprende la considerable magnitud de su obra. Aunque no publicó más de 40 títulos – resguardó todas sus observaciones, sus trabajos – acompañados de extractos de estudios de otros autores. En síntesis, él reagrupa sus hojas por sujeto y los une en pequeños volúmenes. Hace listas de plantas – que bautiza «flórulas» – de diversas partes del cantón: Rochers de Naye, Vallon des Plans, Buis de Ferreyre.
- La abreviatura «Maill.» se emplea para indicar a Arthur Maillefer como autoridad en la descripción y clasificación científica de los vegetales.[1]